# Prince (album)
Prince è l'eponimo secondo album da studio del cantante e artista statunitense Prince, pubblicato nel 1979 dalla Warner Bros. L'album è stato realizzato molto velocemente per dare una risposta immediata all'album di debutto For You, che fu un mezzo fallimento. Prince contiene infatti quasi tutte hit per poter essere venduto più facilmente. Il singolo I Wanna Be Your Lover ha raggiunto il primo posto nella classifica R&B di Billboard.

## Descrizione
I Wanna Be Your Lover apre l'album, seguita dalla rockeggiante Why You Wanna Treat Me So Bad?. Il disco continua con Sexy Dancer, un pezzo "minimal disco" con un assolo di piano ed un urlo di Prince. Il lato A si conclude dolcemente con la ballata When We're Dancing Close and Slow.
Il lato B si apre con un'ulteriore ballata With You, seguita dalla chitarra elettrica di Bambi. Di nuovo l'album si "addolcisce" con Still Waiting, traccia che vede Prince non più così giovane da non capire cos'è l'amore. I Feel for You è una canzone che è stata successivamente reinterpretata da Chaka Khan nella cui versione è diventata un classico della dance d'inizio anni '80. L'album si chiude con la ballata It's Gonna Be Lonely.
Prince, in quanto a vendite, andò meglio del precedente For You, piazzandosi al 3º posto nella classifica R&B.
L'artista, per promuovere ulteriormente l'album, andò in tournée come supporter di Rick James.

## Accoglienza
Benché considerati ingenui e frammentari da un'enciclopedia del rock, Prince e il precedente For You (1978) sarebbero capaci di rendere un'idea dell'eclettica personalità di Prince.

## Tracce
Tutti i brani sono scritti ed arrangiati da Prince.
Lato A
1. I Wanna Be Your Lover – 5:47
2. Why You Wanna Treat Me So Bad? – 3:49
3. Sexy Dancer – 4:18
4. When We're Dancing Close and Slow – 5:18

Lato B
1. With You – 3:55
2. Bambi – 4:22
3. Still Waiting – 4:24
4. I Feel for You – 3:24
5. It's Gonna Be Lonely – 5:30